# Prince George’s megye
Prince George's megye az Amerikai Egyesült Államokban, azon belül Maryland államban található. Megyeszékhelye Upper Marlboro, legnagyobb városa Bowie. Lakosainak száma 967 201 fő (2020. április 1.). Prince George’s megye Anne Arundel, Charles, Calvert, Howard, Fairfax, Montgomery, Washington, Alexandria és Southeast megyékkel határos.

## Népesség
A megye népességének változása:
| Lakosok száma | 865 615 | 874 129 | 881 419 | 890 081 | 904 430 | 909 535 | 967 201 | 955 306 |
|               | 2010    | 2011    | 2012    | 2013    | 2014    | 2015    | 2020    | 2021    |